# Phantom Moon
Phantom Moon è il terzo album in studio del cantautore Duncan Sheik. Pubblicato dalla Nonesuch Records nel 2001, è frutto della collaborazione tra Sheik e il poeta/drammaturgo Steven Sater, autore dei testi; inoltre, all'album danno il loro contributo la London Session Orchestra e il chitarrista Bill Frisell.
L'album è considerato una sorta di tributo a Nick Drake e al suo album Pink Moon.
Questo album è caratterizzato in parte dall'uso delle strumentazioni: Bill Frisell ha utilizzato una sola chitarra elettrica, il resto dell'album è stato realizzato con chitarre acustiche, pianoforte e strumenti a corda. Le percussioni sono piuttosto sobrie, eccetto in alcuni brani. Queste scelte strumentali rispondono alla volontà di creare uno stato d'animo di contemplazione e di spiritualità che supporta il contenuto lirico dell'intero progetto.

## Tracce
1. The Wilderness (Prelude) – 1:24
2. Longing Town – 3:27
3. Mr. Chess – 2:38
4. The Winds That Blow – 3:04
5. Mouth On Fire – 5:37
6. Sad Stephen's Song – 6:28
7. Time And Good Fortune – 4:43
8. Far Away – 4:32
9. This Is How My Heart Heard – 4:13
10. A Mirror In The Heart – 4:08
11. Lo And Behold – 5:13
12. Requiescat – 3:58
13. The Wilderness – 4:24